# Zolotoj telёnok
Zolotoj telёnok (Золотой телёнок) è un film del 1968 diretto da Michail Abramovič Švejcer.